# Ferenc tecki herceg
Württembergi Ferenc Pál Károly Lajos Sándor (Franz Paul Karl Ludwig Alexander von Teck) (Eszék, Verőce vármegye, 1837. augusztus 28. – London, 1900. január 21.) Teck hercege.

## Élete
Sándor württembergi herceg és Rhédey Klaudia grófnő első fia és második gyermeke. Egy nővére, Claudine (Klaudia) született még 1836-ban, s egy húga, Amélia 1838-ban. A szülők szerelmi házasságot kötöttek, ami ritka jelenségnek számított abban a korban, főleg az arisztokraták esetében. A férj hercegi rangot viselt, felesége, a nála 8 évvel fiatalabb Klaudia „csak” grófi származású volt, ennek ellenére 1835. május 2-án összeházasodtak és boldogan éltek egymás mellett. Három közös gyermekük született házasságuk 6 éve alatt. Mivel a frigy morganatikusnak, vagyis rangon alulinak számított, gyermekeik a születésük jogán nem viselhették a hercegi címet, helyette megkapták a Hohenstein grófi rangot. (Klaudia saját jogán viselhette a Hohenstein grófnője címet, I. Ferdinánd osztrák császár engedélyével.)
Ferenc csupán 4 éves volt, amikor 1841. október 1-jén elveszítette mindössze 29 esztendős, várandós édesanyját, akit 8 nappal korábban levetett egy ló a hátáról, s belehalt az ott szerzett sérüléseibe. Klaudia özvegye, Sándor herceg többé nem nősült újra, 1885. július 4-én hunyt el, 80 éves korában.
Ferenc 1866. június 12-én feleségül vette apja harmad-unokatestvérét, Mária Adelaida cambridge-i hercegnőt, aki négy gyermekkel ajándékozta meg őt:
- Mária (1867. május 26 – 1953. március 24.), a későbbi V. György brit király hitvese, VIII. Eduárd és VI. György brit uralkodók édesanyja, II. Erzsébet angol királynő apai nagyanyja
- Adolf Károly (1868. augusztus 13 – 1927. október 23.)
- Ferenc József (1870. január 9 – 1910. október 22.)
- Sándor Ágost (1874. április 14 – 1957. január 16.)

1871-ben unokafivére, I. Károly, Württemberg királya megerősítette Ferencet a Teck hercege cím jogos viselésében. 1887. július elsején Viktória brit királynő ugyancsak elismerte Ferencet a hercegi méltóságban, 1891. december 12-én pedig a királynő hivatalosan is áldását adta Mária hercegnő (Ferenc leánya) és Albert Viktor herceg (Viktória unokája) eljegyzésére, ám hat héttel utána Albert betegség következtében elhunyt. Ennek fényében a királynő új eljegyzést javasolt: Mária menjen nőül néhai jegyesének öccséhez, a nála két évvel idősebb György Frigyes yorki herceghez. Az új eljegyzésre 1893 elején került sor, egy évvel Albert halála után, ám ezúttal az esküvő meg is valósult: 1893. július 6-án a 26 éves Mária nőül ment a yorki herceghez, akinek hat gyermeket szült:
- Eduárd (1894. június 23 – 1972. május 28.), a későbbi VIII. Eduárd brit király, aki 1936 decemberében lemondott trónjáról, hogy feleségül vehesse szerelmét, a nem nemesi származású, elvált, amerikai asszonyt, Wallis Simpson-t
- Albert (1895. december 14 – 1952. február 6.), a későbbi VI. György brit király, akit bátyjának, VIII. Eduárdnak lemondása után, 1937 májusában koronáztak a szigetország uralkodójává, ő lett Nagy-Britannia jelenlegi királynőjének, II. Erzsébetnek az édesapja
- Mária (1897. április 25 – 1965. március 28.)
- Henrik (1900. március 31 – 1974. június 10.)
- György (1902. december 20 – 1942. augusztus 25.)
- János (1905. július 12 – 1919. január 18.), a herceg agyi rendellenességgel és epilepsziával született, ezért tanulási nehézséggel küzdött, családja pedig egyik vidéki házukban, a nyilvánosság elől elzárva tartotta, gondozását gyermekkori nevelőnője látta el

1897-ben Ferenc megözvegyült, s többé nem nősült újra. Még három évig élt, s 1900. január 21-én halt meg, 62 éves korában, a londoni Richmond Park White Lodge nevű királyi rezidenciáján. A windsori kastély Szent György-kápolnájában helyezték végső nyugalomra.